# Wittenbach
Wittenbach (toponimo tedesco) è un comune svizzero di 10 026 abitanti del Canton San Gallo, nel distretto di San Gallo.

## Geografia fisica

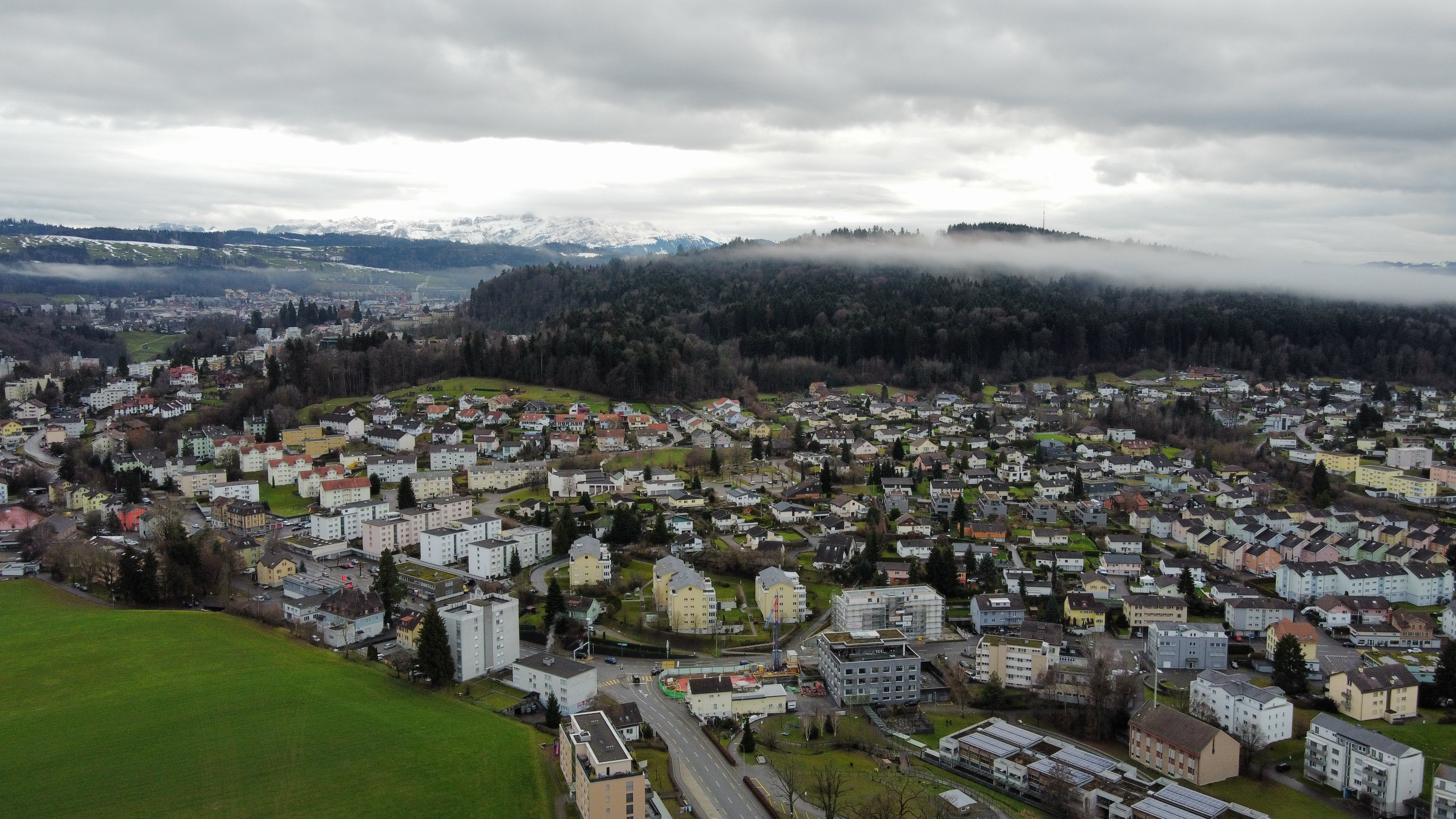
Quartieri residenziali di Wittenbach; sullo sfondo, il gruppo dell'Alpstein

Il territorio di Wittenbach si estende a nord della città di San Gallo, ai piedi del gruppo dell'Alpstein, e comprende anche l'exclave di Hinterberg.

## Storia
Il comune politico di Wittenbach è stato istituito nel 1803.

## Monumenti e luoghi d'interesse
- Chiesa parrocchiale cattolica di Sant'Ulrico, eretta nel 1675-1676[3];
- Castello di Dottenwil, costruito nel 1543[4].

## Società

### Evoluzione demografica
L'evoluzione demografica è riportata nella seguente tabella:
Abitanti censiti

## Geografia antropica
Wittenbach è compreso nell'area metropolitana di San Gallo.

### Frazioni
Le frazioni di Wittenbach sono:
- Bruggwaldpark
- Hinterberg
- Kronbühl

## Economia
L'economia locale si basa prevalentemente sull'industria (tessile, metallurgica) e sul pendolarismo in uscita verso San Gallo.

## Infrastrutture e trasporti

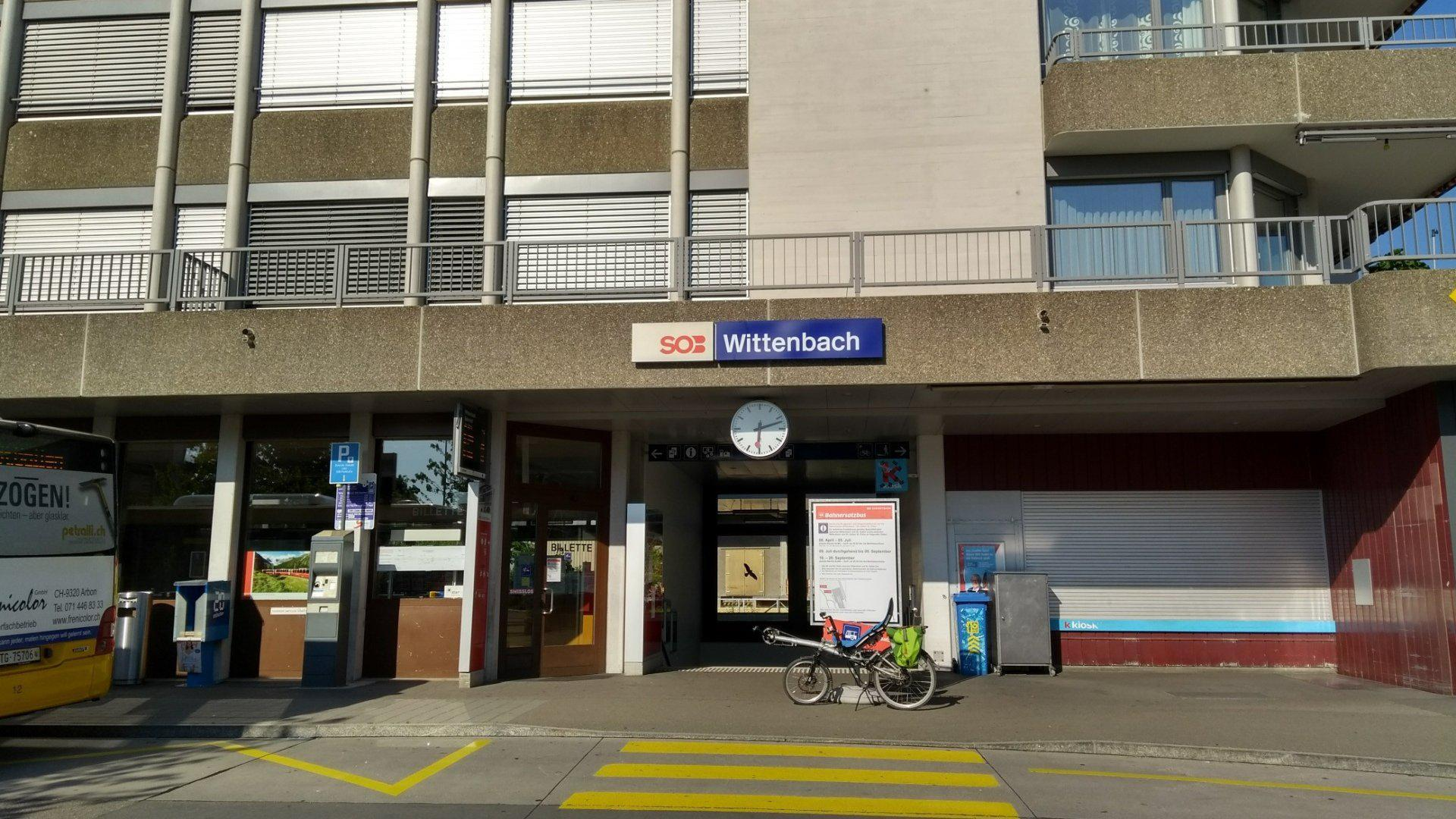
La stazione di Wittenbach

Wittenbach è servito dalle strade principali 451 e 471 e dall'omonima stazione sulla ferrovia lago di Costanza-Toggenburgo (linee S1 e S82 della rete celere di San Gallo).